# Кипп, Мария Юрьевна
Мария Юрьевна Кипп (эст. Mari Kipp; 1906 — дата смерти неизвестна) — крестьянка, депутат Верховного совета СССР 2-го созыва.

## Биография
По состоянию на 1946 год жила в волости Сяревере (ныне — волость Тюри) района Ярвамаа, занималась крестьянским хозяйством, беспартийная.
В 1946 году избрана депутатом Верховного совета СССР[уточнить] 2-го созыва (1946—1950) от избирательного округа Пайде.
Дальнейшая судьба неизвестна.